# Aporum korthalsii
Aporum korthalsii é uma espécie de orquídea epífita de hábito pendente e flores pequenas, que habita Borneu.